# 小行星12696
小行星12696（12696 Camus）是一颗绕太阳运转的小行星，为主小行星带小行星。该小行星于1989年9月26日发现。

## 轨道参数
小行星12696的轨道半长轴为2.6231014 UA，离心率为0.141。